# Lípa Barborka
Lípa Barborka je významný strom Lesů České republiky, který roste u hájovny Barborka severně od obce Častrov.

## Základní údaje
- název: Lípa Barborka
- výška: 23 m[2]
- obvod: 562 cm[2]
- věk: 317 let (aktuálně)[2], 180 let[1]

Lípa je mohutný dvoják v dobrém zdravotním stavu. Roste u cesty směrem na hájovnu Drážďany. Slavnostní pasování významného stromu proběhlo 25. června 2005 za účasti zhruba sto padesáti osob. Lípa byla označena tabulkou Významný strom - Lesy České republiky a dřevěnou památní deskou s nápisem:
| „ | Lípa "Barborka" Poutníče postůj, zklidni mysl svou; pohlédni na prastarou lípu, která přežila 12 generací sklářů a lesáků. Zasazena byla roku 1708 při stavbě hájovny. Jmenuje se podle křestního jména dcery majitele kamenického panství. Chránila stavení, dávala lidu stín, léčivé květy, včelám pastvu. Věříme, že ji lidé uchrání pro generace příští. 25.6.2005 | “ |

## Památné a významné stromy v okolí
- Jedle u Barborky (významný strom LČR, 346 cm obvod, 35 m výška)
- Musilova sosna
- Kamenická lípa
- Lípa Svobody (Kamenice nad Lipou)
- Havlíčkův dub (Proseč-Obořiště, 16 km)